# Longipteryx
Longipteryx is een geslacht van uitgestorven vogels uit het Vroeg-Krijt van het huidige China, behorend tot de Enantiornithes.

## Vondst en naamgeving
In 2001 benoemden en beschreven Zhang Fucheng, Zhou Zhonghe, Hou Lianhai en Gu Gang de typesoort Longipteryx chaoyangensis. De geslachtsnaam is afgeleid van het Latijn longus, 'lang' en het Oudgrieks πτέρυξ, pteryx, 'vleugel', een verwijzing naar het feit dat de vleugels veel langer zijn dan de achterpoten. De soortaanduiding verwijst naar de herkomst bij de stad Chaoyang in Liaoning.
Het holotype IVPP V12325 is bij Qidaoquanzi gevonden in een laag van de Jiufotangformatie die dateert uit het vroege Albien. Het bestaat uit een vrijwel volledig skelet met schedel, platgedrukt op een plaat. Het ligt in verband. Uitgebreide resten van het verenkleed zijn bewaard gebleven. Als paratypen werden aangewezen de specimina IVPP V12552: een skelet met schedel van een jong dier met 92 procent van de lengte van het holotype; IVPP V12553: een vorkbeen met opperarmbeen; en IVPP V12554: een ellepijp.
In 2015 werd specimen DNHM D2889 aan de typesoort toegewezen. Daarbij werd gesteld dat dit een volwassen exemplaar vertegenwoordigd en het holotype zelf ook maar een jong dier is. Problematisch is dat dit exemplaar uit de oudere Yixianformatie schijnt te komen.
In 2021 werd het quadratum apart beschreven.
Camptodontus yangi Li, Gong, Zhang, Yang & Hou, 2010, waarvan de geslachtsnaam bezet is door een kever, is soms aan Longipteryx chaoyangensis toegewezen, soms gezien als een Longipteryx sp. en ook wel beschouwd als een tweede soort Longipteryx yangi. In 2019 kreeg dit de vervangingsnaam Camptodontornis.

## Beschrijving
Longipteryx heeft een lengte van negentien centimeter. Het gewicht is geschat op 190 gram.
De oorspronkelijke diagnose uit 2001 is weinig bruikbaar omdat er geen autapomorfieën, unieke afgeleide kenmerken, werden aangegeven. In 2015 gaf Michael Mortimer echter enkele onderscheidende kenmerken aan. Het schouderblad is aan de bovenkant verbreed. De takken van het vorkbeen staan weinig uiteen. Het vierde middenvoetsbeen is langer dan het tweede middenvoetsbeen.
De snuit is zeer langgerekt. Bij het holotype heeft de schedel een lengte van 55,06 millimeter, bij specimen DNHM D2889 is de lengte zeven centimeter. De praemaxilla heeft 70 procent van de schedellengte. In de bovenkaak staan minstens zes tanden, in de onderkaak minstens drie. De tanden zijn kort en puntig. In 2021 werd erop gewezen dat het quadratum een afwijkende kam op de buitenste zijkant bezit. Die zou als aanhechting gediend kunnen hebben voor bepaalde kaakspieren, hoewel de precieze functie onduidelijk is. Het quadratum is ook aan de achterzijde pneumatisch uitgehold.
Het synsacrum bestaat uit acht wervels. De ribben dragen processus uncinati, uitsteeksels voor de ademhaling, de eerste keer dat die bij Enantiornithes werden vastgesteld. Het vorkbeen is Y-vormig waarbij de takken een hoek van 50 graden maken. De achterpoot is opvallend kort. Het dijbeen heeft 64,2 procent van de lengte van het opperarmbeen. Dat het tweede en vierde middenvoetsbeen even lang zijn verbeterd de grijpende werking van de voet zodat beter op een tak gezeten kan worden. Daartoe is ook de eerste teen lang. Bij specimen DNHM D2889 werden rimpels op het tandglazuur gemeld, de eerste keer voor een eenduidige vogel.

## Fylogenie
Longipteryx werd in de Enantiornithes geplaatst, in een eigen Longipterygidae en zelfs Longipterygiformes. Later werd een verwantschap aangenomen met Longirostravis.

## Levenswijze
Gezien de lange bek, korte poten en het gevonden zijn in een meerafzetting werd vermoed dat Longipteryx leefde als een ijsvogel, van bomen uit in het water duikend om vissen te vangen.